# Luan Jujie
Luan Jujie (chiń. 栾菊杰; ur. 14 lipca 1958 w Nankinie) – chińska florecistka reprezentująca także Kanadę, mistrzyni olimpijska i trzykrotna medalistka mistrzostw świata.

## Życiorys
Przed szermierką uprawiała również badminton i lekkoatletykę. W wieku 17 lat dołączyła do kadry reprezentacji Chin. Awansowała w międzynarodowym rankingu, zdobywając srebrny medal na Mistrzostwach Świata Juniorów 1978 oraz złoto na Igrzyskach Narodowych Chin 1979, Międzynarodowym Turnieju Szermierki Kobiet 1983. 
Podczas mistrzostw świata w Clermont-Ferrand w 1981 roku była druga w turnieju indywidualnym, przegrywając w finale z Cornelią Hanisch z RFN. Na rozgrywanych dwa lata później mistrzostwach świata w Wiedniu zdobyła brązowy medal, plasując się za Włoszkami: Doriną Vaccaroni i Carolą Cicconetti. Wynik ten powtórzyła na mistrzostwach świata w Lozannie w 1987 roku, ulegając Rumunce Elisabecie Tufan i Zicie Funkenhauser z RFN.
Na igrzyskach olimpijskich w Los Angeles w 1984 roku wywalczyła indywidualnie złoty medal, pokonując w finale Cornelię Hanisch 8:3. Została tym samym pierwszą reprezentantką Chin, która zdobyła złoty medal olimpijski w szermierce. W zawodach drużynowych była tam piąta. Podczas rozgrywanych cztery lata później igrzysk olimpijskich w Seulu zajęła 5. miejsce w zawodach drużynowych i 25. w indywidualnych. 
Zdobyła również złote medale indywidualnie i drużynowo na igrzyskach azjatyckich w Bangkoku w 1978 roku oraz złoto drużynowo i srebro indywidualnie podczas igrzysk azjatyckich w Seulu osiem lat później.
W 1989 roku przeprowadziła się do Edmonton, a pięć lat później otrzymała obywatelstwo Kanady. Reprezentowała ten kraj podczas igrzysk olimpijskich w Sydney w 2000 roku (9. miejsce drużynowo i 35. indywidualnie) oraz igrzysk olimpijskich w Pekinie w 2008 roku (32. miejsce indywidualnie).